# Самтредія
Самтредія (груз. სამტრედია) — місто в мхаре Імеретія, західна Грузія, центр муніципалітету. Розташоване на Колхидській низовині, за 27 км на захід від Кутаїсі. Клімат субтропічний, м'який, вологий. Неподалік від міста річка Цхенісцкхалі впадає в річку Ріоні.
Важливий залізничний центр Південного Кавказу (колії на Тбілісі, Батумі, Сухумі). За 10км. на схід від Самтредія знаходиться міжнародний аеропорт Кутаїсі.
З півночі до міста прилягає селище Кулаші.

## Історія
Історія міста Самтредія, (1870 — 1917 роки).
Після проведення в Російській імперії реформи 1861 року, внаслідок розвитку ринкових, капіталістичних відносин взагалі, та у зв'язку із будівництвом залізниць у Грузії виникло чимало торговельно-промислових населених пунктів та міст історія яких є предметом спеціального дослідження. В контексті вивчення цього питання ми зробили спробу, спираючись на наявні в нас історичні матеріали, дослідити питання про виникнення та початковий етап розвитку міста Самтредії (Західна Грузія, регіон Імеретія).
Освоєння природних багатств Південного Кавказу та їх подальша експлуатація вимагало будівництва тут великої кількості залізничних магістралей, що до того ж мало ще велике стратегічне значення. Перша залізниця була прокладена у Грузії між містами Поті та Тбілісі. У 1883 році до Потійсько — Тбіліської залізниці була приєднана Батумська гілка від Самтредії. Будівництво залізниць та депо, що їх обслуговують, у другій половині XIX сторіччя спричинило виникнення у Західній Грузії низки великих населених пунктів, типовим прикладом чого можна вважати сучасне місто Самтредія. Будівництво залізниці, облаштування залізничних депо, а також подальший розвиток торгівлі та промисловості обумовили концентрацію на кордонах Кутаїського, Сенакського та Озургетського уїздів значної кількості робочої сили. Внаслідок чого утворилося торговельне — промислове селище міського типу Самтредія, на місті стародавнього та маловідомого села Санавардо, що поступово набувало ознак міста. Санавардо (груз. «місце відпочинку, прогулянок», «наварді» — «стрибки», «кінні і піші прогулянки») було відоме своїми садами. «У Санавардо багато невеликих лісів у вигляді гаїв з волоських горіхів, оповитих з виноградної лози, шовковиць, фіги, гранатових, персикових дерев, яблунь, груш, слив, айви та каштанів. Ніде інше я не зустрів такої кількості фруктових дерев і в такому природному змішанні, як тут» — писав в 1771 р. німецький дослідник, що працював у Петербурзькій Академії наук Йоганн Антон Гюльденштедт.

### Назва
Самтредія грузинською означає «три голуби». «Самі» — три, «мтреді» — голуби. В місцевих грузинів — імеретинців існує легенда про заснування Самтредії. Подейкують що імеретинський цар Соломон II полював у цих місцях, і під час полювання підстрелив трьох голубів. Оскільки цифра «три» у християнський релігії має велике значення, цар сприйняв це як добрий знак та розпорядився заснувати на цьому місці маєток, який так і назвав «самі мтреді». За іншою версією цар розпорядився встановити на місці полювання хрест, біля якого згодом і був збудований маєток.

### Розвиток транспорту
У другій половині 1857 року «Російське Товариство Судноплавства та Торгівлі», (РТСТ) взяло на себе організацію судноплавства річкою Ріоні. З 1858 року розпочатий регулярний рух суден від Поті до Орпірі. У 1860 році РТСТ передає цю справу до відання підприємця Новосєльского, який займався цим до 1868 року, після чого РТСТ знов взяло справу організації судноплавства річкою Ріоні до своїх рук. Втім після проведення залізничного сполучення між Поті та Тбілісі судноплавство на річці Ріоні поступово втратило своє економічно-торговельне значення, та згодом припинилось повністю. У 60-70-ті роки XIX століття містечко Орпірі стає важливим центром річкового та суходільного транспорту в Західній Грузії.
Втім, після проведення у 1870 році залізничної гілки Батумі — Самтредія, Орпірі, як торговельний центр швидко втрачає своє значення. Селище знелюдніло, його будівлі та споруди почали руйнуватись, а місцевий ринок був ліквідований. Орпірі вже не міг задовольняти потреб тогочасної економіки, проте його конкурент — селище міського типу Самтредія — після проведення там залізничних магістралей швидко прогресував: орпірські купці змушені були переносити свою діяльність до Самтредії та об'єднуватись там із самтредськими торговцями. Селище Самтредія, як торговельно-промисловий пункт, почав розвиватись в тому місті, де була прокладена залізнична гілка і де економічні та технічні умови потребували облаштування залізничних станцій та депо. Селище Самтредія, закладене у 1870 році внаслідок свого вдалого розташування перетворилося на важливий торговельний центр Кутаїської губернії та місце збуту сільськогосподарчої продукції. До проведення залізничної гілки Самтредія займала невеличку територію у 364 десятини, згодом до нього відійшли землі селян села Кулаши, державних селян села Самтредії, власні землі князів Мікєладзе та землі прилеглі до залізничної станції та її спорудам. Територія де виникла залізнична станція Самтредія була заболочена та важко доступна, але з 1870 року після проведення залізничної магістралі ці землі набувають зовсім іншого вигляду.
У Центральному історичному архіві Грузії є журнал казенної платні, укладений 26 квітня 1882 року, черговою ревізією. Цей документ дає повне уявлення про тогочасний соціальний склад мешканців Самтредії та про перспективи його майбутнього розвитку. Згідно з журналом можна зробити висновок, що в Самтредії у стислі терміни було засновано багато торговельних закладів та майстерень. Там мешкали і заможні купці, з яких 10 осіб мали свідоцтва другої гільдії. У 1882 році 25 торгових закладів було відкрито у приватних будинках; 18 з них знаходилися під управлінням господарів будинків, які зазвичай робили справу за допомогою одного або двох найманих працівників. Майстрове виробництво у Самтредії було достатньо розгалужено.
Побудова Батумсько — Самтредської залізниці, у 1883 році, призвело до розширення Самтредського залізничного вузла та депо, що у свою чергу спричинило швидкий стрибок у розвитку місцевої промисловості та визначило потребу у додатковій робочій силі.
У 1896 році всього в Самтредії було 413 торговельно-промислових будівель. З них: дрібних крамниць — 147, духанів — 50, бакалійних — 15, мануфактурних — 24, ковалень — 18, перукарень — 5, швейних майстерень — 19, чоботарень — 21, станцій для перевізників — 18, пекарень — 20, шорних та сідельних майстерень — 7, складів для зберігання вина — 13, складів для зберігання кукурудзи — 51, нафтових сховищ — 2, заводів мистецтв, мінеральних вод — 2, цегляний завод — 1. Торговельний оборот селища міського типу Самтредія в ті часи досягав 1,5 мільйони карбованців на рік. У Центральному історичному архіві Грузії містяться відомості про кількість осіб, зайнятих у Самтредських торговельно-промислових закладах; окрім працівників та службовців залізничної станції та депо їх кількість сягала понад 1220 осіб. У 1889 році в Самтредії було засновано ярмарку, що відбувалась раз на тиждень, щоп'ятниці. З цього часу до Самтредської ярмарки збиралося багато люду.
Прибуток селища міського типу Самтредія у 1899 році становив 3.685 карбованців, а в 1907 році 7.742 карбованці, що на 4057 карбованців більше. В 1899 році видатки міста склали 3700 карбованців, а в 1907 році 7490 карбованців тобто видатки за цей час зросли на 3790 карбованців. Також зазначимо, що у випадку надання селищу міського типу Самтредія статусу міста, його очікуваний прибуток за час з 1899 року до 1907 року зріс би удвічі. За описом 1893 року корінні мешканці Самтредія становили 370 дворів. З них селяни — власники та платники −266 дворів, державні селяни — 104 двори. Окрім того, за описом того ж року, у Самтредія тимчасово перебували 1028 осіб чоловічої та жіночої статі. В описі також зазначено, що 160 дворів, які вважають себе мешканцями села Кулаши, водночас були приписані до селища міського типу Самтредія. Також в описі згадуються 92 двори мешканці яких прибули до Самтредія з інших населених пунктів. Ця категорія населення Самтредія займалася переважним чином торговельно-промисловою діяльністю.
В 1905 році населення Самтредія складалося з 510 дворів та 9 тисяч душ. За свідченнями 1907 року населення Самтредія складалося з 8989 душ, не враховуючи залізничників. Соціальний склад населення Самтредія розподілявся таким чином: князів та дворян — 120 осіб, осіб духовного чину — 132, селян — 8736 осіб. Зазначимо, що селяни Самтредія займалися не лише сільськогосподарчим виробництвом, але й торговельно-промисловою діяльністю. За віросповіданням населення Самтредія розподілялось таким чином: православних — 8809, католиків — 110, вірмено -григоріан — 40, євреїв — 15, мусульман — 14. Щорічний приріст населення за останні три роки перед початком першої світової війни становив 319 душ. Після закінчення першої світової війни та початку відомих революційних подій заселення Самтредія збільшилось. За даними міської управи осіб, що оселилися у центрі міста Самтредія було удвічі більше аніж корінних мешканців. В 1917 році загальне населення Самтредія становило 10800 душ, а у 1919 році 12000 душ. Міський ярмарок Самтредія пов'язував місто з навколишнім сільським населенням.
Вимога щодо надання селищу міського типу Самтредія статусу міста мала на меті отримання усіх прав та преференцій, які надавала містам реформа міського управління від 1870 року. Од же 10 січня 1890 року було підняте питання про надання Самтредія статусу міста. 8 лютого того ж року на загальних зборах мешканців міста Самтредія, в тому числі проживаючих там купців був внесений відповідний проект постанови. Через три роки — 10 жовтня 1893 року знов відбулись загальні збори мешканців селища Самтредія з тією ж вимогою — надання селищу статусу міста. Збори знов ухвалили постанову про клопотання перед вищестоящими органами щодо надання селищу міського типу Самтредія статусу міста. З представників 370 дворів, що складали кількість постійного населення постанову про клопотання підписали 273 глави родин. Проект надання Самтредія статусу міста передбачав включення в межи міста і низки навколишніх сіл. Однак мешканці цих сіл — державні селяни, — в цьому питанні зайняли особливу позицію. Ці селяни мали землі, що знаходились у підпорядкуванні державної установи, од же без згоди цієї установи неможна було робити ніяких кроків щодо цих земель. З 104 селянських дворів, яких планували залучити у межі міста проти такого кроку висловилось 80 дворів. Таку свою позицію селяни пояснювали тим, що землеробство є головним джерелом їх життя та прибутку, тому вони погодяться на включення їх земель у межі міста лише в тому випадку коли їм буде надане право викупу (тобто приватизації) цих земель, що заборонялось тодішніми законами. В додаток до цього правління місцевої залізниці з невідомих причин також негативно поставилось до планів надання селищу Самтредія статусу міста, що суттєво загальмувало відповідний процес. Внаслідок цього справа надання Самтредія статусу міста затягнулась на довгі 27 років. Втім бюрократична система царської влади в Російській імперії значно гальмувала цей процес, тому питання про визнання Самтредія містом було вирішено вже після лютневої, буржуазно-демократичної революції 1917 року, та здобуття Грузією національної незалежності.

## Відомі мешканці
У Самтредія народились відомий грузинський футболіст Каха Каладзе, політичний діяч Пантелеймон Гіоргадзе, журналіст, редактор Голембіовський Ігор Несторович, видатний хирург Джанелідзе Іустин Івліванович, оперний співак та кіноактер Бато Кравеїшвілі, борець греко-римського стилю, призер чемпіонатів Європи та Олімпійських ігор Акакій Чачуа.
- Міміношвілі Омарі Ісидорович(* 1949) — доктор медичних наук, професор, заслужений діяч науки і техніки України, лауреат Державної премії України в галузі науки і техніки
- Вано Янтбелідзе (* 1954) — радянський та грузинський актор театру і кіно
- Соломон Кверквелія (* 1992) — грузинський футболіст, захисник московського «Локомотива» та збірної Грузії.

В селі Багдаді, що неподалік від Самтредія, народився видатний поет Маяковський Володимир Володимирович.
За низкою тверджень, в Самтредія мешкала найстарша людина сучасності Ніно Стуруа. Вона померла у червні 2002 року, не доживши 10 днів до свого 120-ліття..